# Károly Gallina
Károly Gallina (5 novembre 1907 – 3 settembre 1986) è stato un calciatore ungherese, di ruolo portiere.

## Carriera

### Nazionale
Ha collezionato 3 presenze con la maglia della Nazionale.